# Schaagbach
Der Schaagbach ist ein rechtes Nebengewässer der Rur im Flusssystem Maas im Kreis Heinsberg im Regierungsbezirk Köln (NRW), mit der Mündung in der Nähe bei Vlodrop in der niederländischen Provinz Limburg.

## Geographie

### Verlauf
In der Nähe des Naturlehrparks Haus Wildenrath haben der Rumpenbach und der Schaagbach ihre Quellgebiete. Der Rumpenbach speist und durchfließt den Teich von Haus Wildenrath und mündet nach etwa 1 km in den Schaagbach.
Der Schaagbach fließt westlich an Haus Wildenrath vorbei und nimmt schließlich den Rumpenbach auf. Der Bach verläuft dann stark mäandrierend durch das Naturschutzgebiet Birgeler Wald. Bevor der Schaagbach die Orte Schaufenberg und Rosenthal passiert, fließt er vorbei an einer denkmalgeschützten Motten- und Grabenanlage. In Rosenthal ist ein Pegel installiert, um den Wasserstand an den Wasserverband Eifel-Rur (WVER) zu melden. Dann unterquert der Wasserlauf den ehemaligen Bahndamm und fließt nach der Querung der Landesstraße 117 in den Effelder Wald. Hier teilt sich der Bach. Zum einen fließt er entlang an Gut Kromland und zum anderen in Richtung Schloss Elsum. Über diesen Graben ist eine Wasserregulierung an Schloss Elsum gegeben. Nach dem Zusammenfluss der beiden Gräben verläuft der Bach weiter in Richtung Effeld. Vor Haus Neuerburg nimmt der Schaagbach den Birgeler Bach (GEWKZ 2829724) auf. Nach kurzer Strecke fließt der Bach dann durch den Ort Effeld in Richtung Landhaus Effeld. Auch hier ist eine Regulierung der wasserumwerten Anlage möglich. Die letzte Etappe des Bachs verläuft in Richtung Rur nach Vlodrop. Hier mündet der Schaagbach auf niederländisches Gebiet in einem sumpfigen Gelände in die Rur.

### Zuflüsse
- Rumpenbach (GKZ 2829722) (rechts), 1,2 km
- Birgeler Bach (GKZ 2829722) (links), 6,5 km

## Schaagbachtal
Das Naturschutzgebiet (NSG) Schaagbachtal ist Teil des Naturpark Maas-Schwalm-Nette (NMSM). Es ist geprägt von Bruch- und Auwäldern, sowie Kiefern- und Fichtenwälder besonders in den Hangbereichen, sowie kleinflächigen Birkenmoorwäldern. Das Tal beherbergt eine artenreiche Flora und Fauna mit vielen gefährdeten Arten. Zu den herausragenden Arten gehören Königsfarn und Sumpffarngewächse im Westen sowie in der Nähe von Haus Wildenrath die Sumpf-Calla. Es ist Lebensraum für Eisvogel, Schwarzspecht und verschiedene Fledermausarten. Kulturhistorisch wertvoll sind die Reste einer mittelalterlichen Wallanlage sowie eine mittelalterliche große Fluchtburg (Motte). Im Süden des Gebietes liegt der Naturlehrpark mit der NABU-Naturschutzstation Haus Wildenrath mit dem Quellgebiet des Schaagbachs. 

## Geschichte

### Besiedlung im Mittelalter
Der Schaagbach ist ein überwiegend naturnaher Bach, der schon im Mittelalter zur Besiedlung des Schaagbachtals führte. Zeugen dieser Entwicklung sind zahlreiche Motten und Grabenanlagen, die bis heute erhalten sind. Die denkmalgeschützten Anlagen waren die Vorläufer später entstandener Burgen und Adelshäuser in der Region.

### Motte Hoverberg
Motten entstanden im 9. Jahrhundert nach Christus in unserer Region. Ein aufgeschütteter Hügel, palisadenbewehrt und von einem hölzernen Turm gekrönt, wurde oft durch eine Vorburg ergänzt. Sie sollten der Bevölkerung Schutz vor Überfällen bieten. Aus manchen dieser Motten entwickelten sich im Laufe der Zeit steinerne Burgen, wie Wasserschloss Elsum, Wasserschloss Effeld und die Burg Wassenberg. Die größte Motte im Stadtgebiet Wassenbergs liegt nördlich von Birgelen im Schaagbachtal. Der aufgeschüttete Rundhügel der Motte Hoverberg hat an seiner Basis einen Durchmesser von rund 50 Metern und ist 6,5 Meter hoch.

### Wallanlage am Kuhberg
Der Kuhberg hieß ursprünglich Korberg. Hier ist eine alte Wallanlage die ca. 70 × 80 Meter groß ist. Sie liegt am linken Ufer des Schaagbachs. Dem Wall ist ein 8 m breiter und 2,5 m tiefer Graben vorgelagert. An der nordwestlichen Ecke befindet sich ein Hügel, der vermutlich zur Bewachung des Zuganges angelegt wurde. 50 m weiter bachaufwärts findet sich ein 100 m langer und 15 m breiter Wall, weitere 300 m entfernt ist nochmals ein Damm von 40 m Länge und 10 m Breite.

### Ton- und Sandgruben
Im Schaagbachtal waren zahlreiche Ton- und Sandvorkommen, die bis Anfang des 20. Jahrhunderts ausgebeutet wurden. Das reiche Sandvorkommen ermöglichte zahlreichen Familien ein gesichertes Einkommen. Aus Ton wurden Dachziegel und Gebrauchstöpferwaren hergestellt. Archäologische Funde belegen einen alten römischen Töpferofen. An den Osthängen des Schaagbachtales finden sich noch heute Tonbänke bis zu einer Stärke von zwei bis fünf Metern. Diese Tonvorkommen wurden ab dem Mittelalter genutzt und es siedelten sich Töpfereien an, auf deren Reste man noch immer bei archäologischen Grabungen stößt.

## Galerie

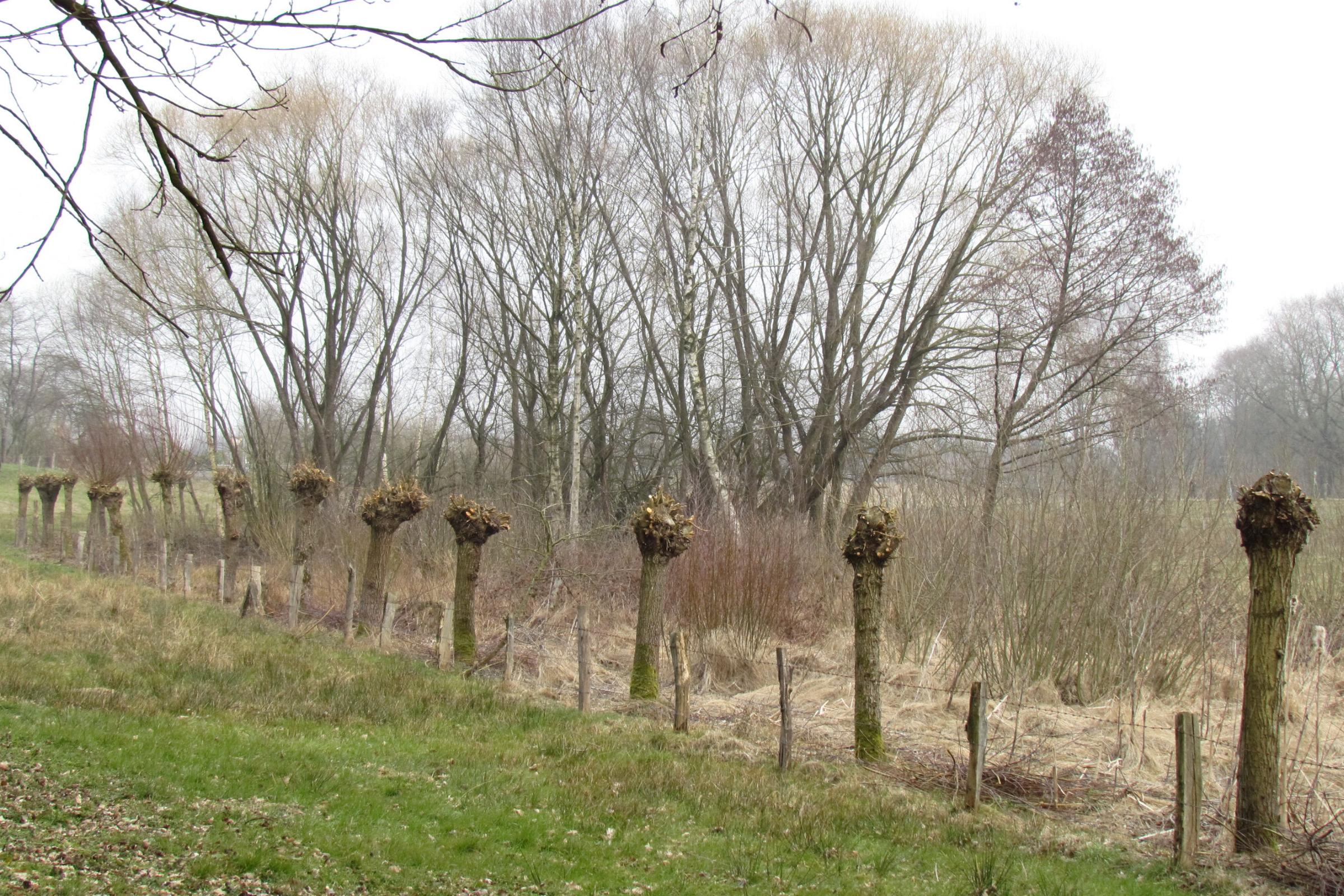
Feuchtgebiete im Quellbereich des Schaagbachs
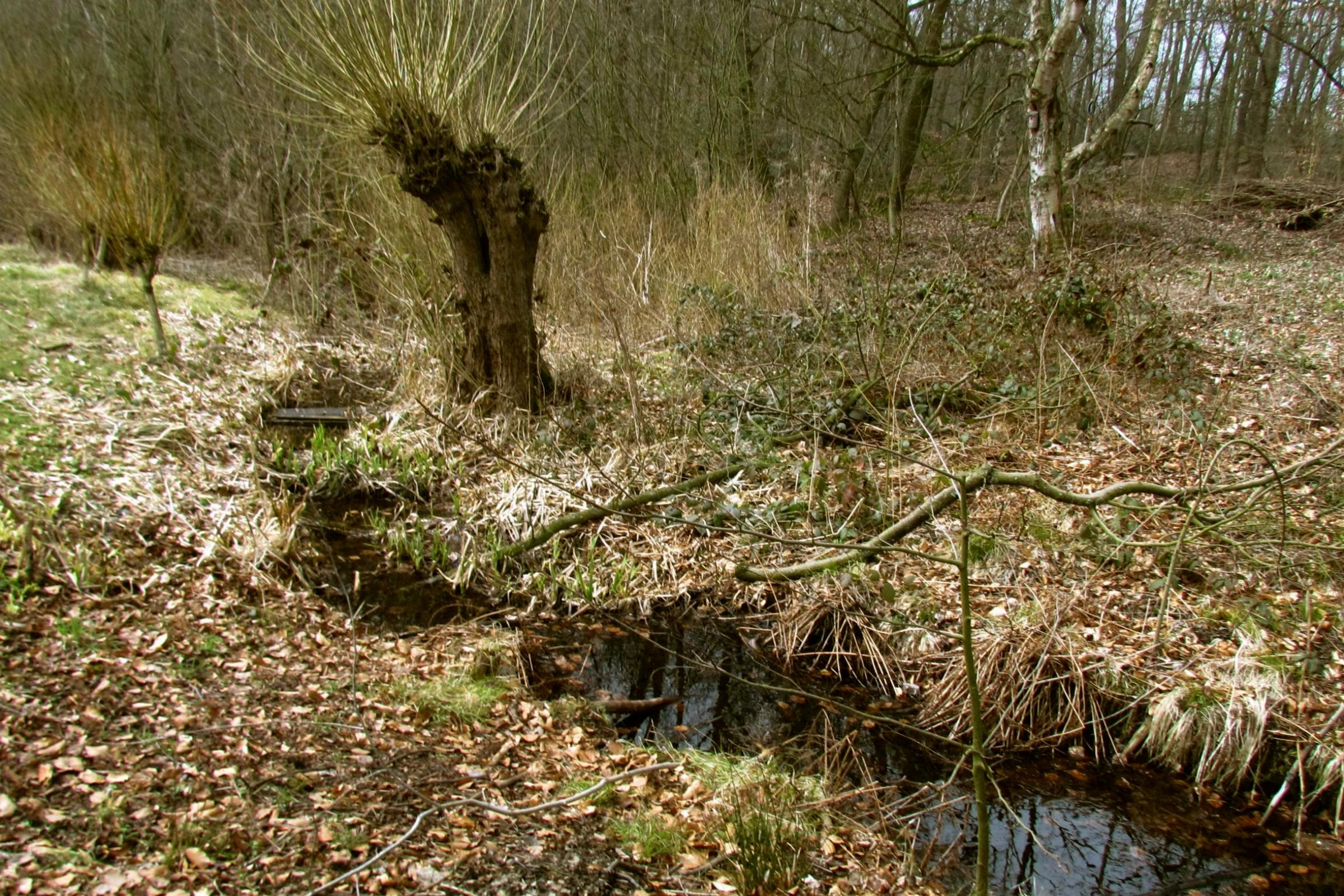
Bachlauf unterhalb von Haus Wildenrath
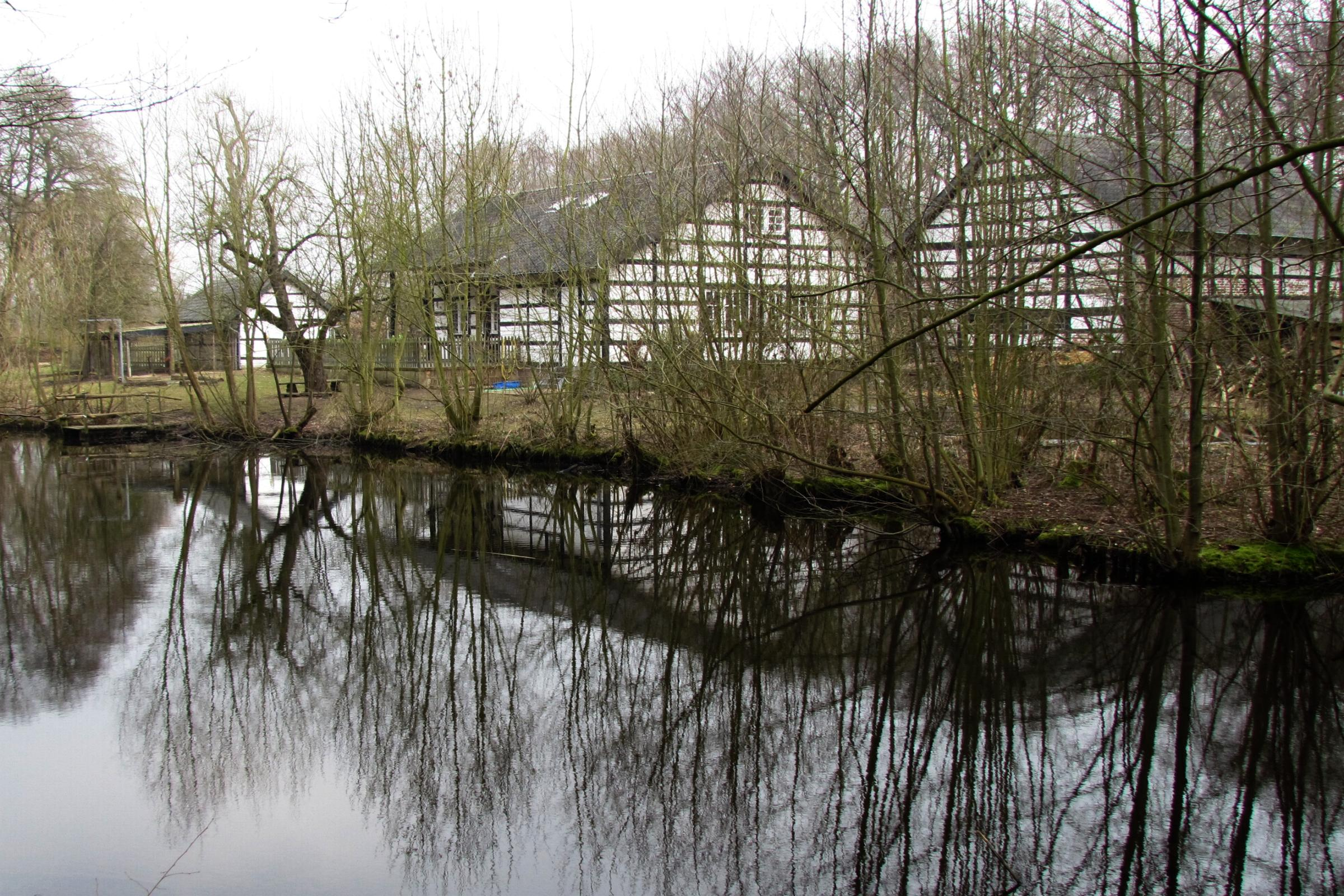
Teich an Haus Wildenrath
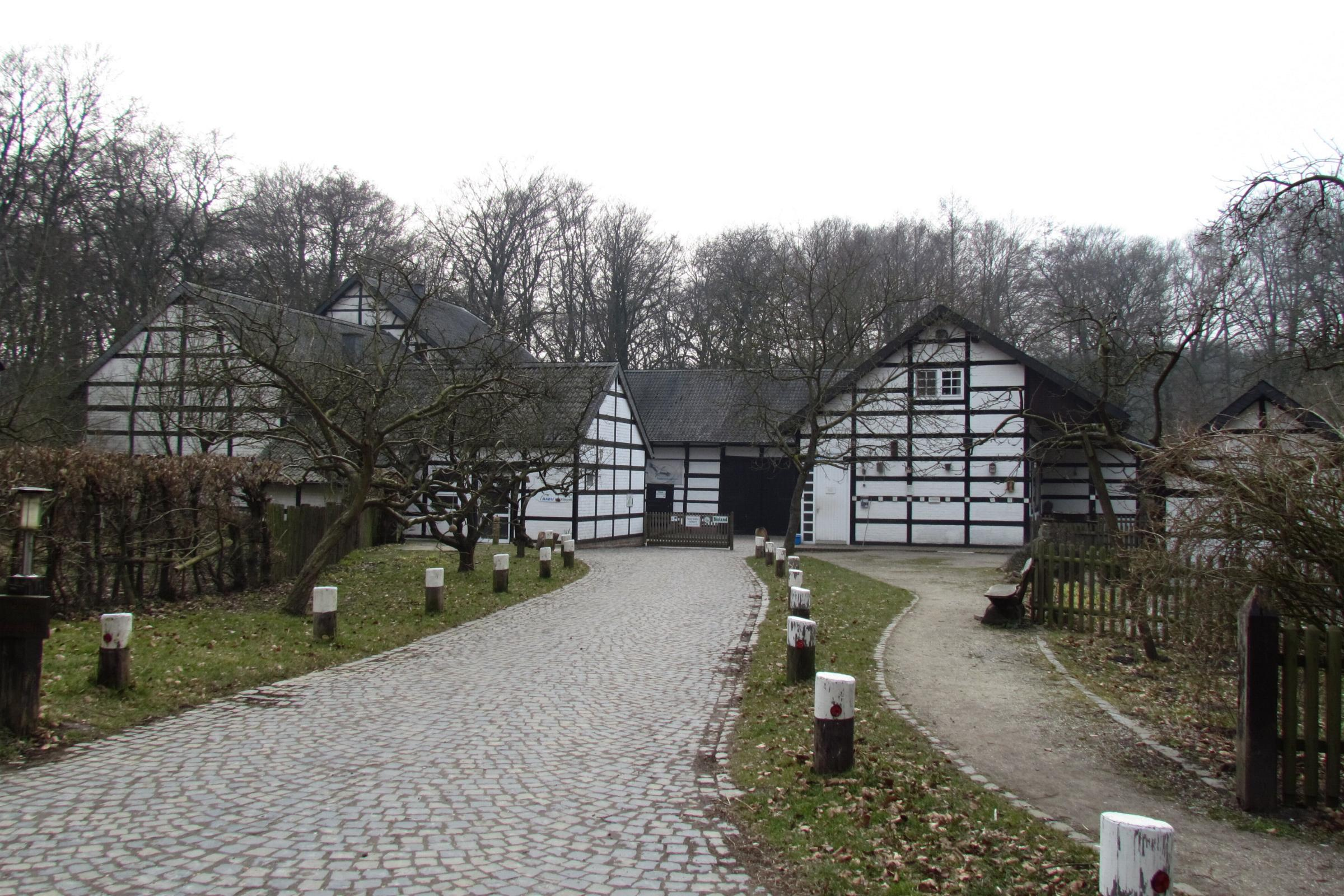
Naturschutzhof Haus Wildenrath
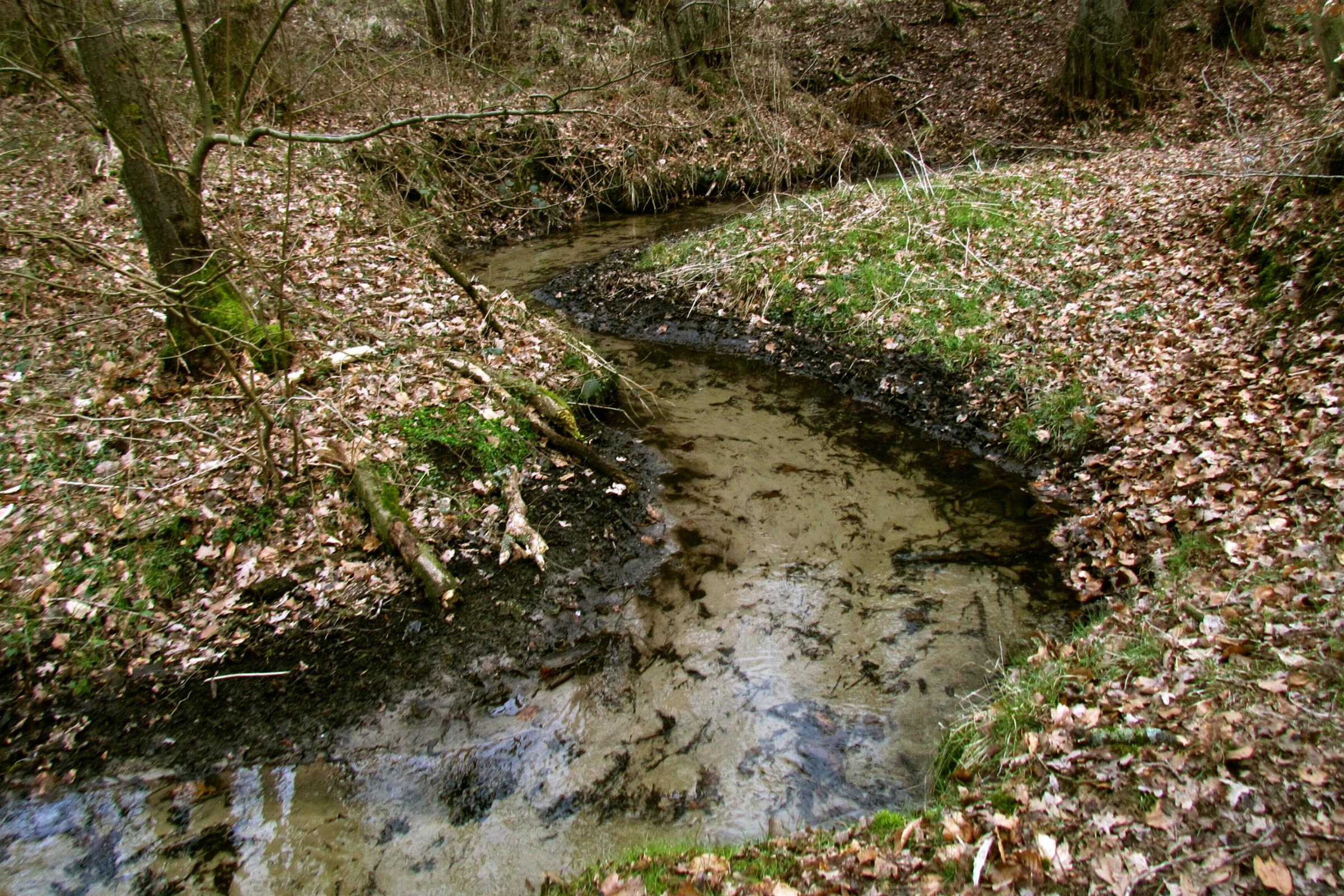
Mäandrierender Bachverlauf bei Wildenrath
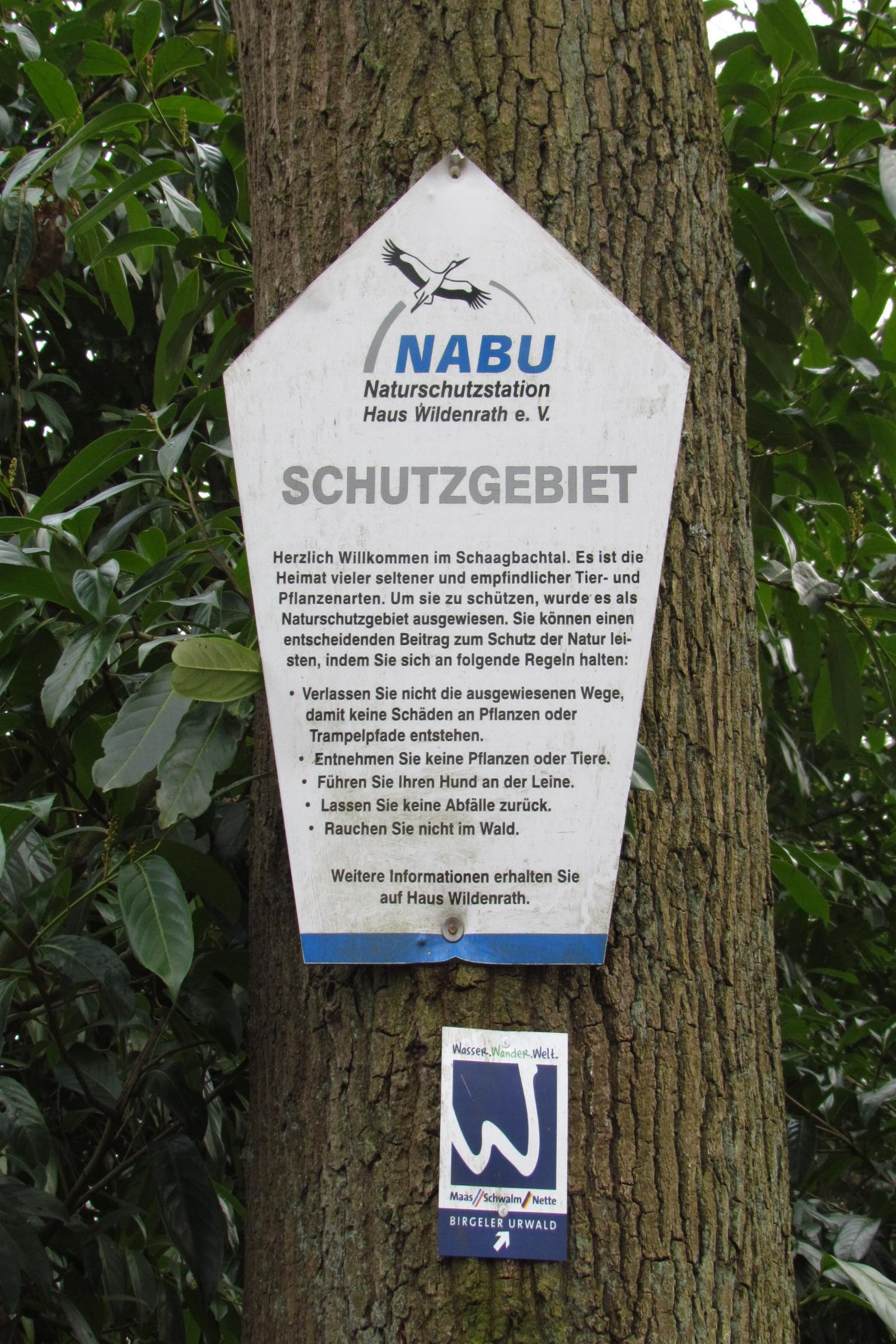
Naturschutzgebiet Schaagbachtal
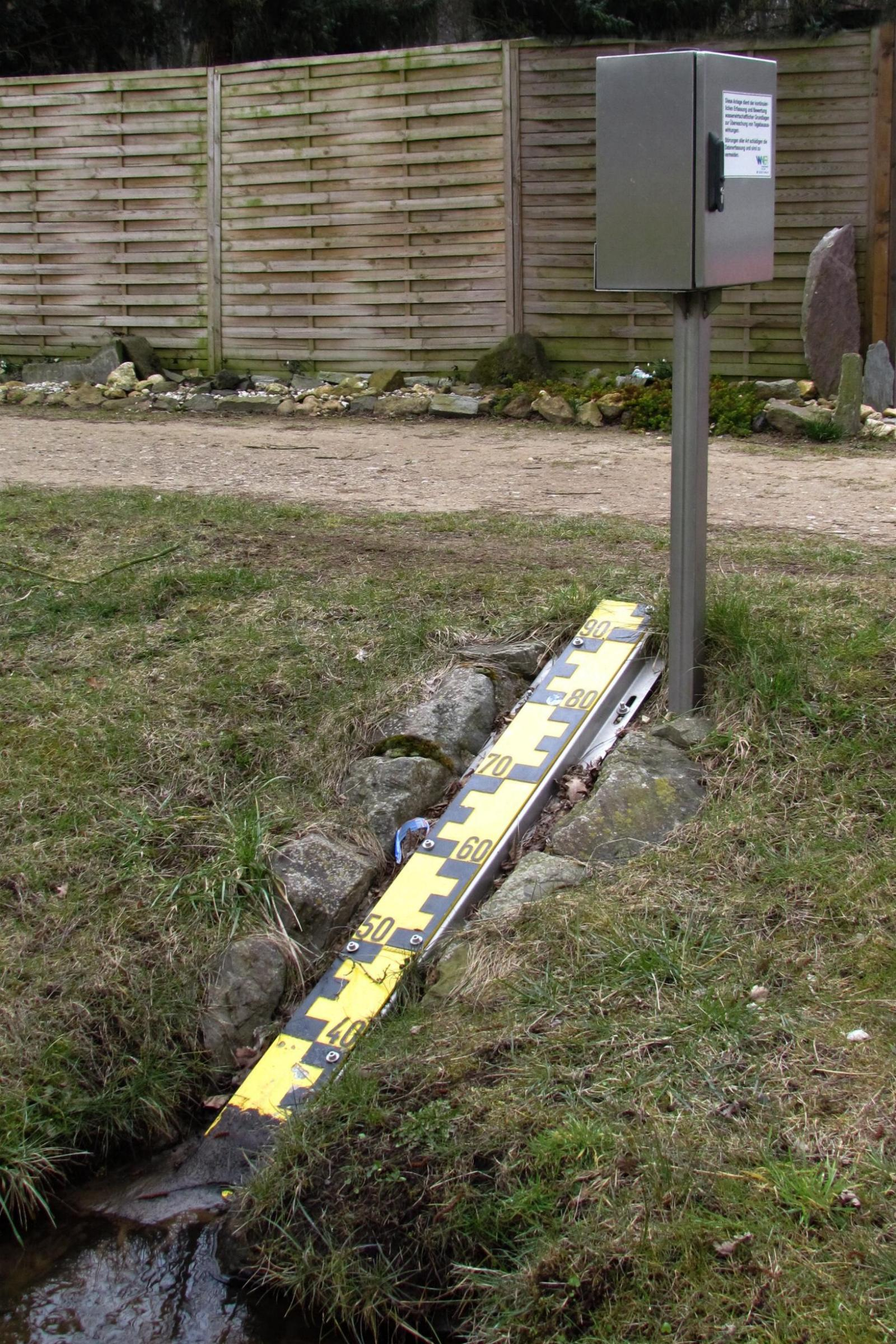
Pegelmessung in Rosenthal
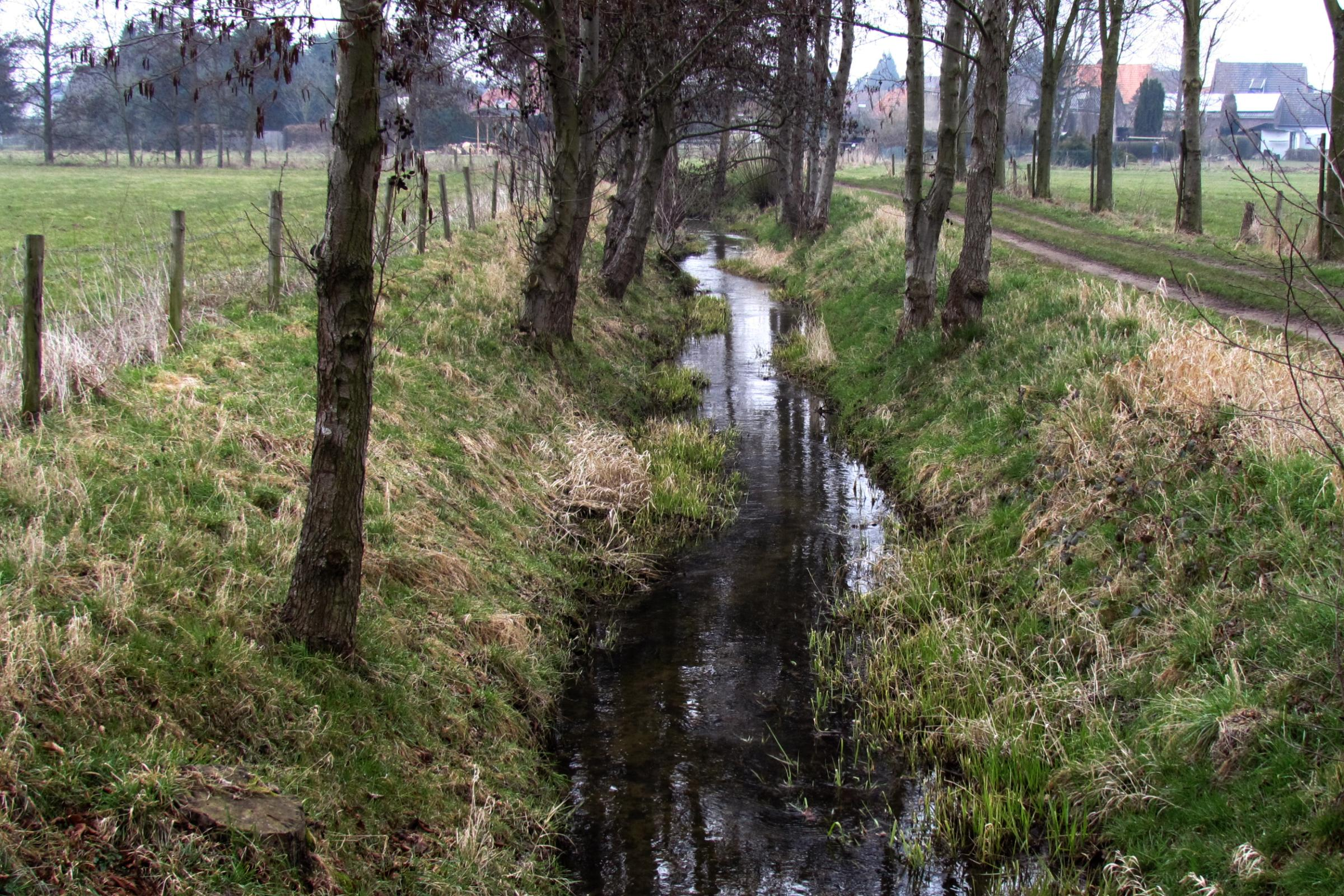
Schaagbach bei Effeld
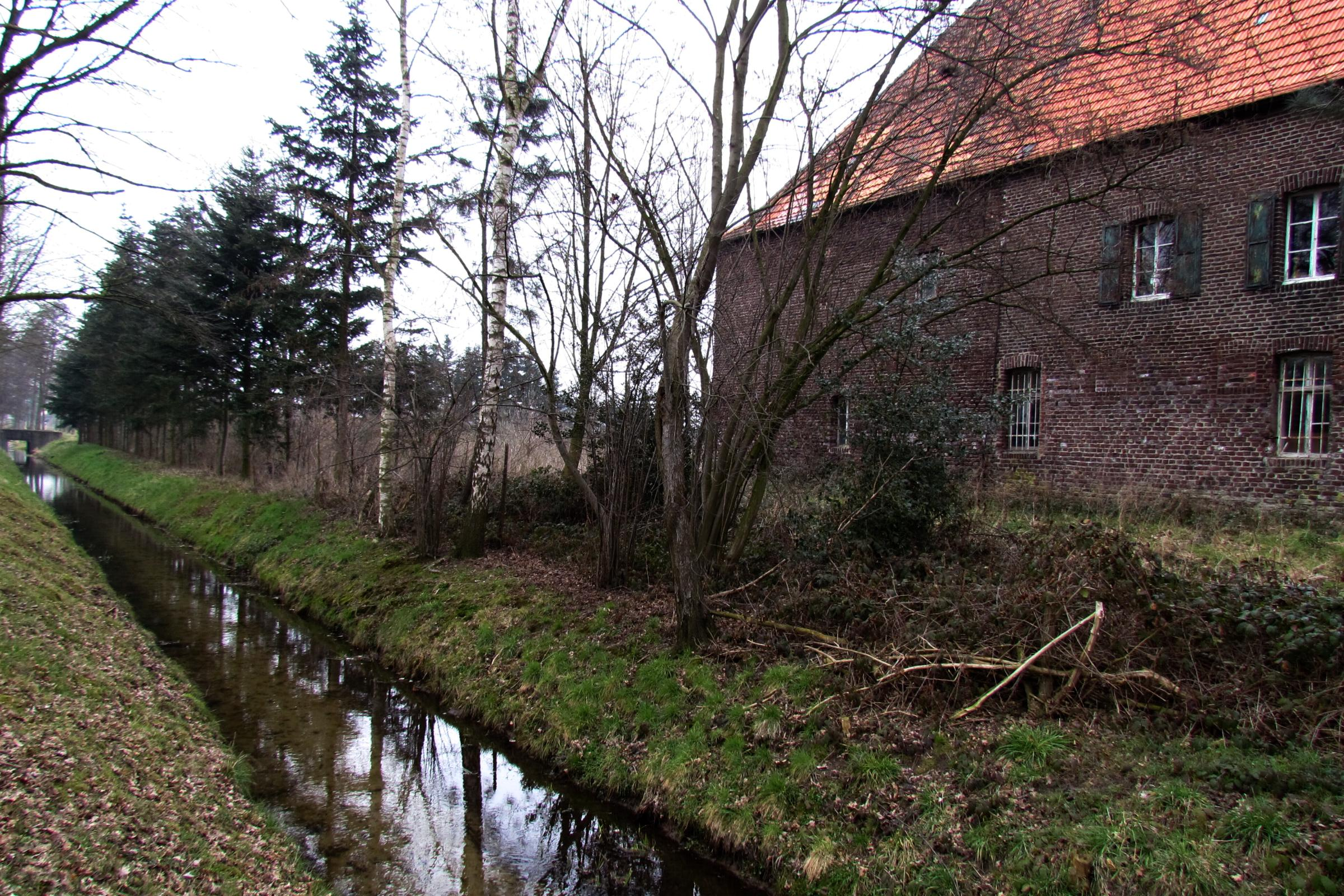
Schaagbach an Haus Neuerburg
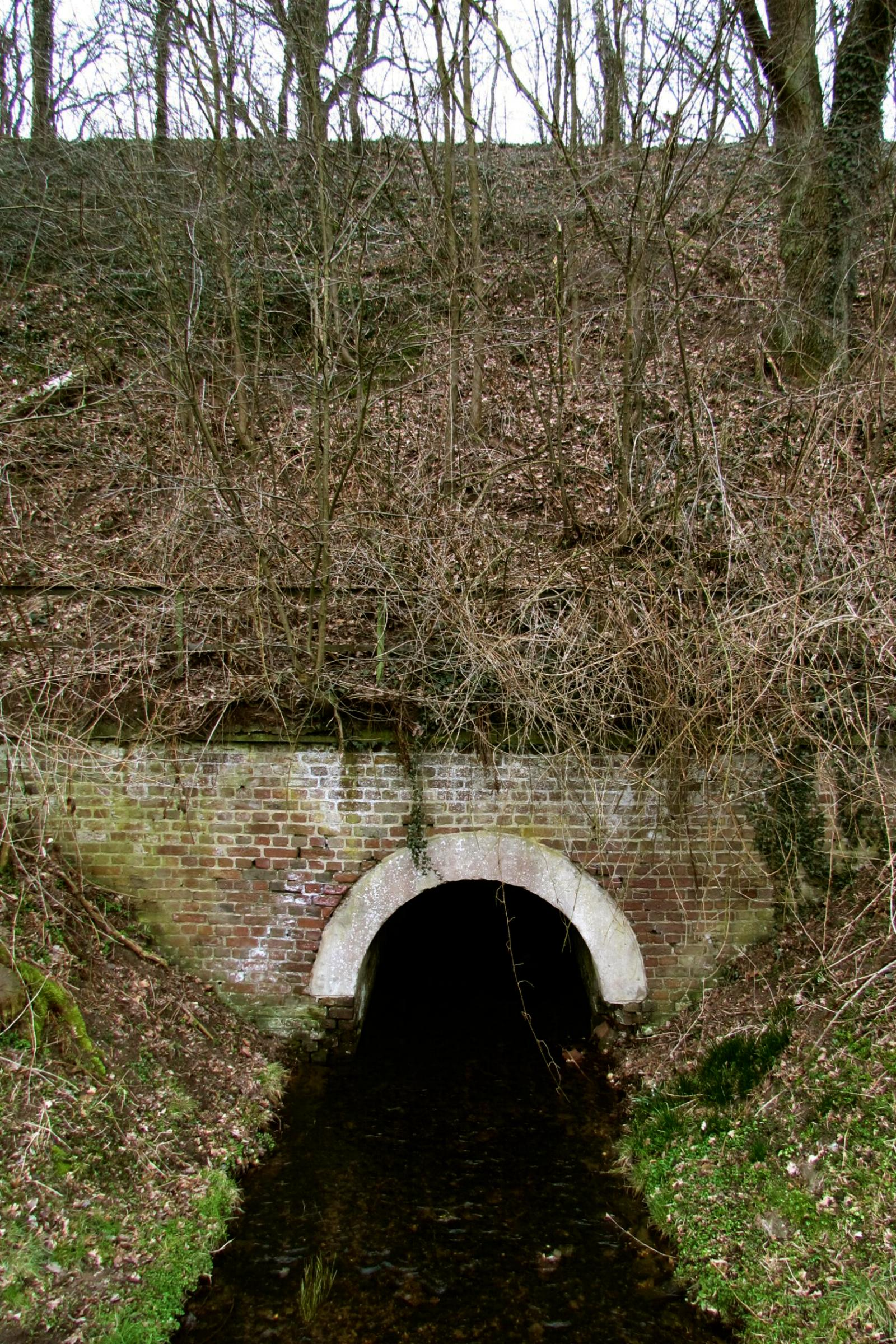
Unterquerung des ehemaligen Bahndamms
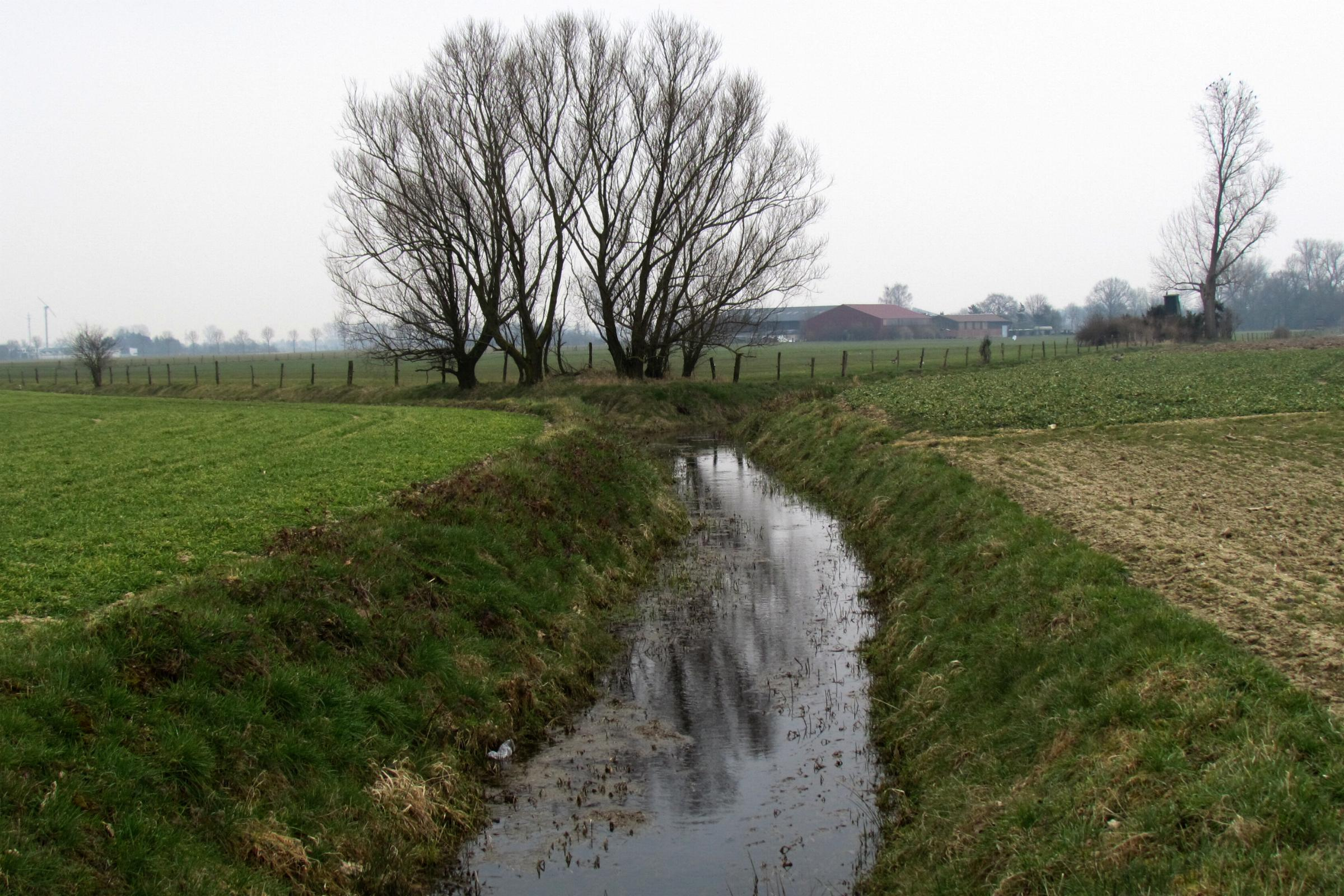
Schaagbach bei Schloss Elsum
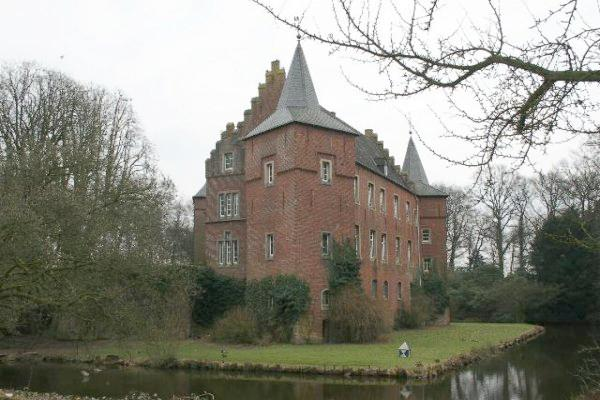
Schloss Elsum
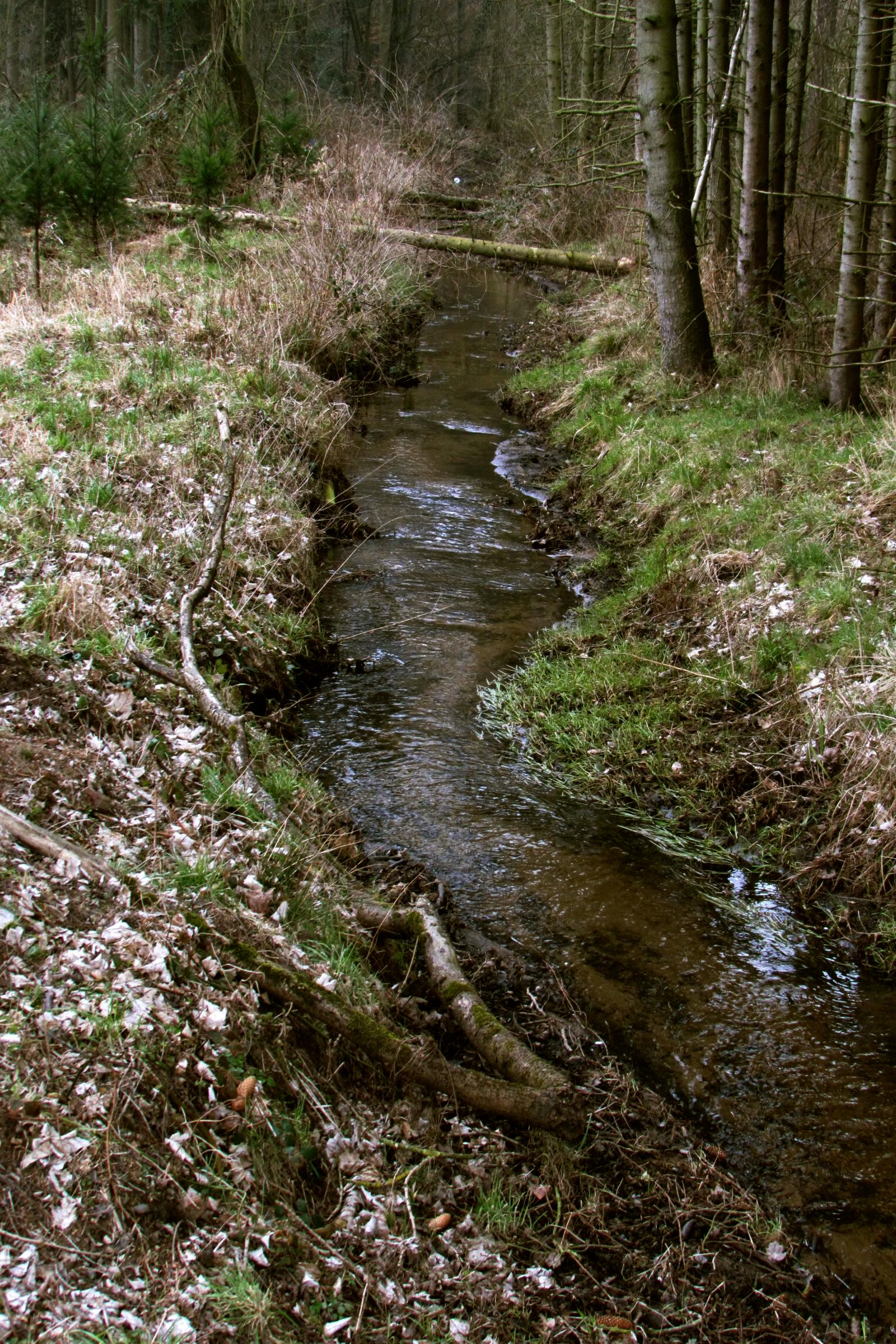
Bachlauf im Effelder Wald
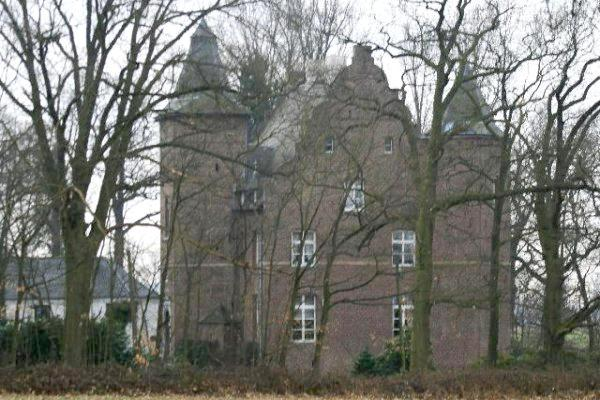
Landhaus Effeld
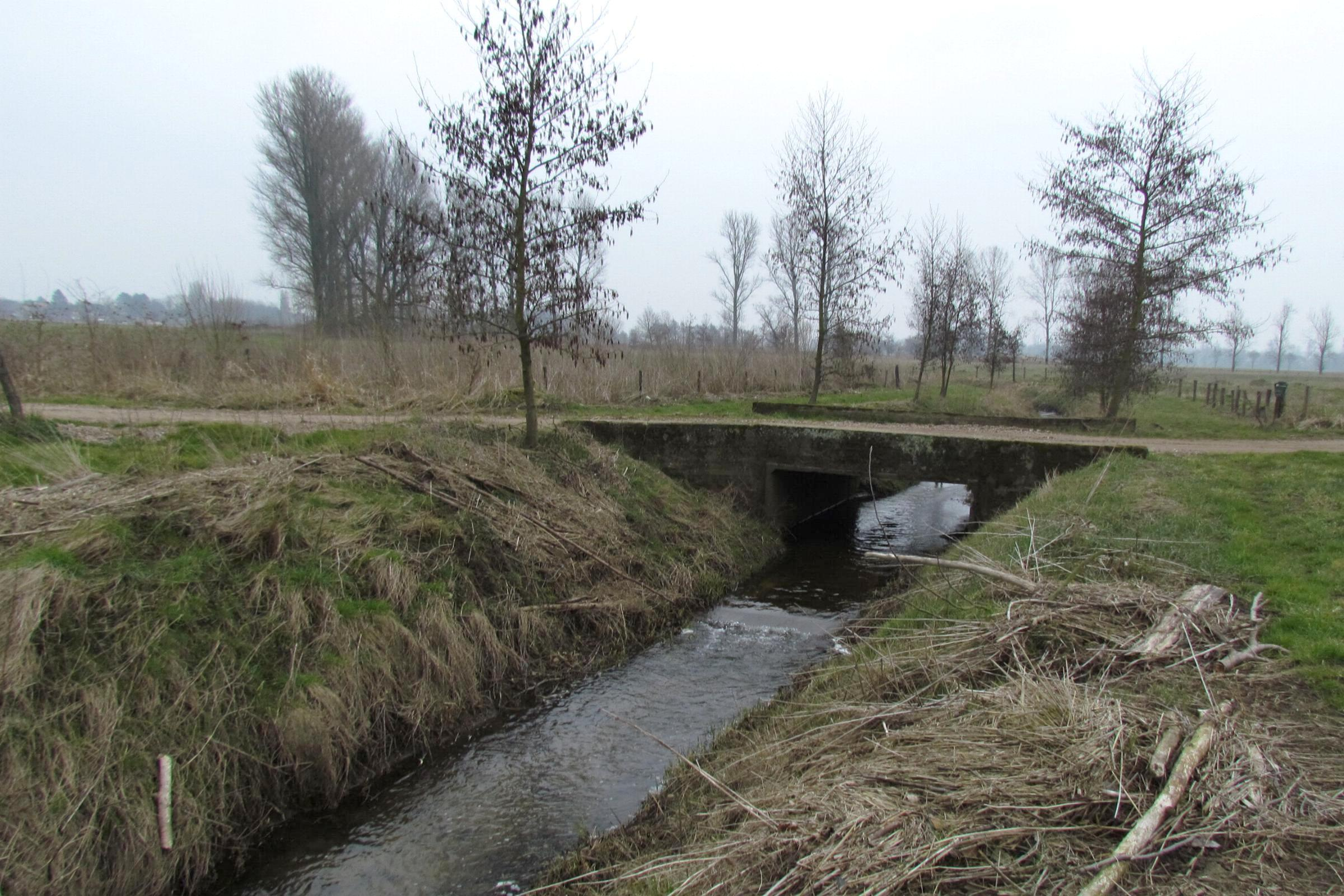
Brückenübergang über den Schaagbach
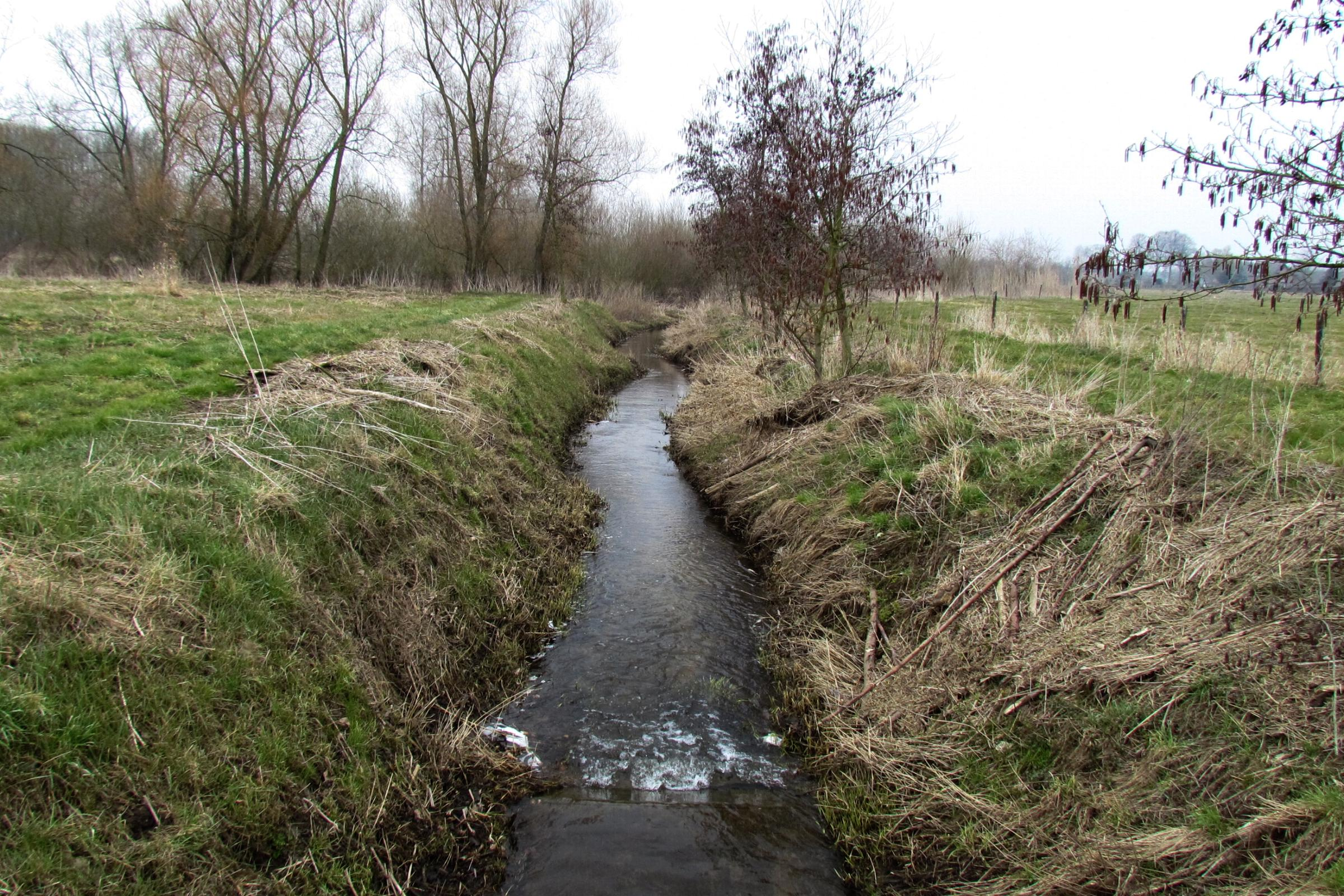
Schaagbach kurz vor der Mündung in die Rur